# André Beauchamp
Pour les articles homonymes, voir Beauchamp.
André Beauchamp est un prêtre catholique, théologien et écologue canadien. Il a été premier secrétaire du ministère de l'Environnement du Québec en 1980, président du Bureau d’audiences publiques sur l’environnement (BAPE) de 1983 à 1987, membre de la chaire d’éthique de l'environnement de l’Université McGill de 1990 à 1995, président de la Commission du BAPE sur la gestion de l’eau au Québec (1999-2000), président d’Enviro-Sage Inc. et associé au Groupe Consensus.
Dans le contexte du bouleversement des moyens de communication et de la crise profonde de la transmission de la foi, André Beauchamp plaide pour la liberté des croyants et la primauté du témoignage.
André Beauchamp considère que l'avenir de notre planète, le sort de la Création et l’état actuel de « notre maison commune » constituent le signe des temps le plus fort de notre époque. Il plaide pour le développement d'une véritable écologie chrétienne.

## Ouvrages
- Pour une sagesse de l’environnement, Novalis, 1992, 221 p.
- Introduction à l’éthique de l’environnement, Médiaspaul, 1993, 222 p.
- Devant la création, éditions Fides, 1997
- La Morale entre héritage et nouveauté, Mediaspaul Canada, 1999
- La Foi à l'heure d'internet, éditions Fides, 2001
- Travailler en groupe, Novalis, 2005
- Environnement et Église, éditions Fides, 2008, 167 p.
- Comprendre la Parole, commentaire biblique des dimanches - année B, Novalis, 2008
- L'eau et la terre me parlent d'ailleurs, une spiritualité de l'environnement, Novalis, octobre 2009
- Hymnes à la beauté du monde, Novalis, juin 2012
- Regards critiques sur la consommation, pour une conversion écologique, Novalis, Montréal, décembre 2012
- Changer la société, Novalis, 2013